# Хуан Вэньсы
Хуа́н Вэньсы́ (род. 22 мая 1989, Гуандун) — китайский боксёр и учительница, известная своей борьбой с традиционными стереотипами о женщинах и преодолением депрессии, включённая в список 100 вдохновляющих и влиятельных женщин со всего мира Би-би-си за 2019 год.

## Биография
Родилась в провинции Гуандун, Китай, 22 мая 1989 года. Начала заниматься боксом в 2002 году после того, как её заметил тренер в школе, через три года присоединилась к провинциальной команде, но ушла на пенсию из-за травмы в 2011 году. В 2015 году она познакомилась с Дэном Пэйпэном, за которого вышла замуж, через год у них родился сын. Столкнувшись с послеродовой депрессией и суицидальными мыслями, она начала интенсивно тренироваться чтобы вернуться в профессиональный спорт. Вернувшись к своей карьере, она выиграла золотой пояс континентального чемпионата Азии среди женщин в супертяжёлом весе.
В своей боксёрской карьере она стремилась бросить вызов традиционным стереотипам о женщинах, «не ограничиваясь лишь тем, что она была женой или матерью дома». Когда она не занимается боксом, она работает учительницей в Чжэцзяне, Китай.